# Chiesa di San Bartolomeo (Comano Terme)
La chiesa di San Bartolomeo, anche nota come chiesa di San Bartolomeo Apostolo e Martire è una piccola chiesa sussidiaria a Vergonzo, frazione di Comano Terme, in Trentino. Risale al XV secolo.

## Storia
Il primo edificio sacro dedicato a San Bartolomeo in località Vergonzo fu un'edicola affrescata da Simone II Baschenis sul finire del XV secolo. Di tale opera artistica si conservano solo piccole parti nella parete presbiteriale dell'edificio che è stato edificato in seguito, a partire dal 1550.
La primitiva piccola cappella venne inglobata nella chiesetta voluta dalla fedele locale Beatrice de Romagnolis, che poi è stata ricordata nella pala d'altare. Il cardinale Ludovico Madruzzo visitò la chiesa nel 1580, e negli atti visitali si trova una citazione esplicita di San Bartolomeo.

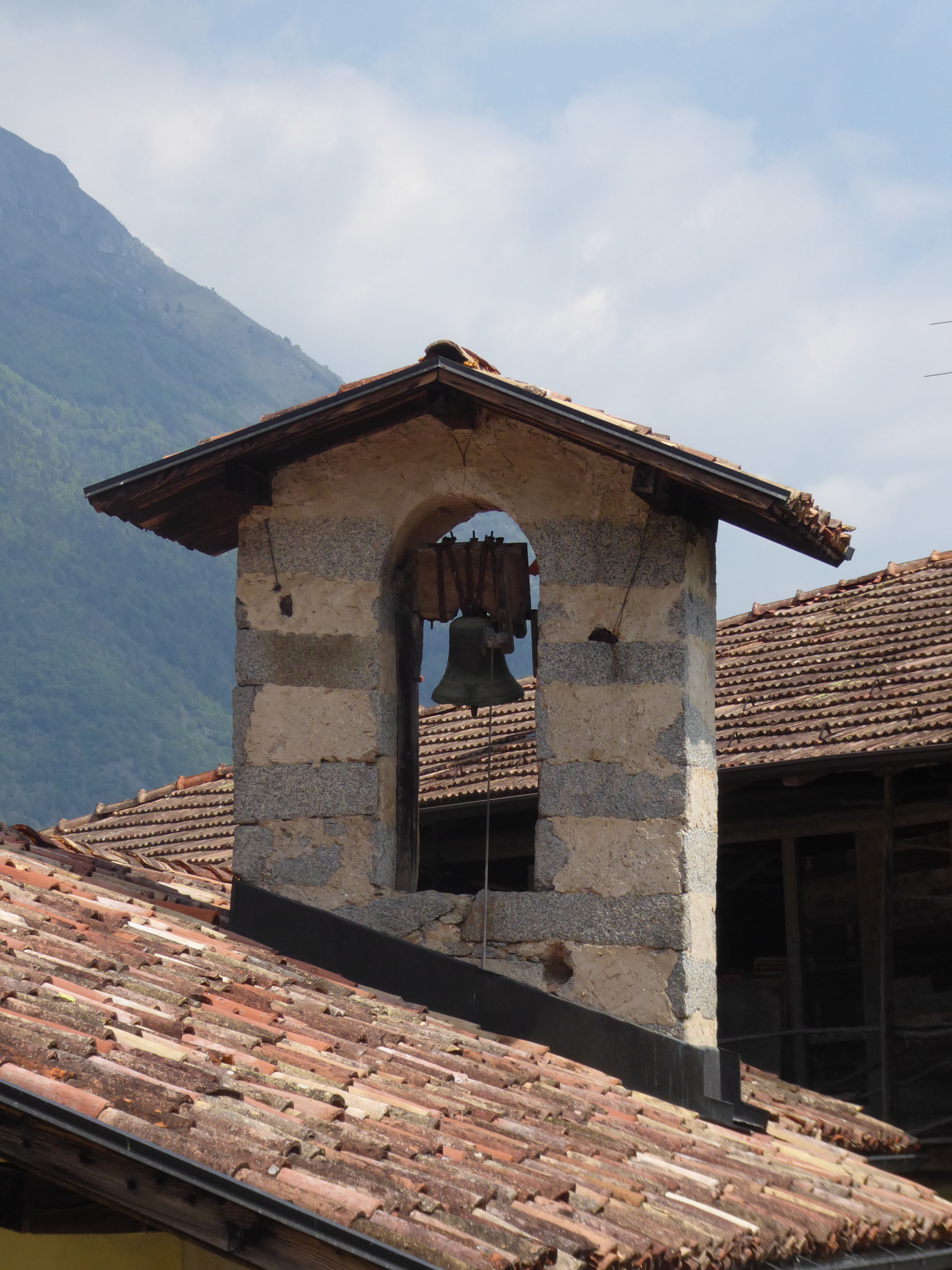
Campanile a vela

Tra gli anni sessanta e ottanta venne realizzato l'adeguamento liturgico con la sistemazione al centro del presbiterio della mensa rivolta al popolo ottenuto col parziale smembramento dell'altare maggiore storico. A partire dal 1888 la chiesa fu oggetto di vari interventi restaurativi, l'ultimo dei quali si è concluso nel 1992.

## Descrizione

### Esterni
La facciata a capanna è semplice con portale architravato affiancato da una piccola finestra bassa con inferriate. La facciata laterale destra mostra un altro ingresso sormontato da una finestra. Il campanile a vela si trova sul tetto dell'edificio in posizione arretrata sulla destra.

### Interni
La navata interna è unica e il presbiterio è leggermente rialzato ed affrescato con immagini che raffigurano la Passione di Cristo forse attribuibili a Cristoforo I Baschenis.